# بحران فساد مالی ۲۰۱۳ ترکیه
در جریان ماجرای بحران فساد مالی ترکیه ۲۰۱۳ در تاریخ ۱۷ دسامبر ۲۰۱۳ میلادی، «واحد جرایم سازمان‌یافته پلیس ترکیه» طی عملیاتی رضا ضراب و حدود ۵۰ نفر از افراد مرتبط با وی را دستگیر کرد. رضا ضراب متهم است که در جریان انتقال یک محموله طلا به ایران، به انتقال غیرقانونی پول از طریق یک بانک متعلق به دولت ترکیه و پرداخت رشوه به نزدیکان مقامات دولتی اقدام کرده‌است.
در آذر ماه ۱۳۹۲ نام شرکت سورینت متعلق به بابک زنجانی این بار در اتهام "انتقال غیرقانونی طلا از ایران به ترکیه" توسط مطبوعات آن کشور مطرح شد اما در ایران مقامات قضایی و دولتی موضع گیری در این باره نداشتند. وبگاه الف در این باره نوشت :"مطبوعات ترکیه با افشای انتقال غیرقانونی طلا از ایران به ترکیه و سپس دوبی، پای شرکت سورینت ایران را به این پرونده باز کردند. با بالاگرفتن دعوای سیاسی در آستانه انتخابات ریاست جمهوری ترکیه میان جناح وابسته به فتح الله گولن و رجب طیب اردوغان و افشای پی در پی فسادهای مقامات و آقازاده‌های دولتی، پای سورینت ایران هم به این پرونده باز شد. جریانات مربوط به کشف بیش از ۱٫۵ تن طلا در فرودگاه آتاترک ترکیه بخشی از اتهامات مختلفی است که علیه آقازاده‌های کابینه اردوغان مطرح شده است. بنابراین گزارش، در تاریخ ۱ ژانویه ۲۰۱۳، هواپیمایی متعلق به خطوط هوایی یو. ال. اس با محموله ۱٫۵ تن طلا در فرودگاه آتاترک متوقف می‌شود. مقصد بخشی از این طلاها شرکت‌های ترکیه‌ای بوده‌اند و بخشی نیز که به ادعای رسانه‌های ترکیه فاقد اسناد و مدارک رسمی بوده‌اند، متعلق به شرکت سورینت در ایران بوده‌اند. "
گفته شده که ایران برای رضا ضراب امتیاز تاجر امین قائل شده‌است. بانک‌های ایرانی مرتبط با موضوع به شرح زیر است:
بانک پاسارگاد - بانک سامان - بانک کشاورزی - بانک پارسیان - بانک توسعه صادرات ایران - بانک سرمایه